# Louis Kuehn
Louis Kuehn (Portland (Oregón), Estados Unidos, 2 de abril de 1901-30 de marzo de 2001) fue un clavadista o saltador de trampolín estadounidense especializado en saltos desde el trampolín de 3 metros, donde consiguió ser campeón olímpico en 1920.

## Carrera deportiva
En los Juegos Olímpicos de 1920 celebrados en Amberes (Bélgica) ganó la medalla de oro en los saltos desde el trampolín de 3 metros, con una puntuación de 675 puntos, por delante de sus compatriotas Clarence Pinkston  y Louis Balbach.